# 馬倫戈鎮區 (愛荷華州愛荷華縣)
馬倫戈鎮區（英語：Marengo Township）是位於美國愛荷華州愛荷華縣的一個行政鎮區。

## 地方資料
根據2010年美國人口普查的數據，馬倫戈鎮區的面積為94.50平方千米，當中陸地面積為94.26平方千米，而水域面積為0.24平方千米。當地共有人口2473人，而人口密度為每平方千米26.17人。